# Leváctví
Leváctví (či levorukost, odborně sinistralita) je preference levé ruky nebo jiné části těla před pravou. Levák je osoba, která má levou ruku obratnější než pravou, tedy opačně, než je obvyklé; obrácená lateralita bývá však pozorovatelná také ve funkci nohou (dominantní noha se používá ke kopání), zraku nebo sluchu. Dominance může být nejen funkční, ale může se projevit i na tvaru orgánů. Levák častěji používá levou ruku při manipulaci s předměty a podobných činnostech a levou rukou se učí psát snadněji než pravou. 
V minulosti bývalo leváctví závažným sociálním handicapem a byla tendence leváky i násilně přeučovat na praváky (v Československu byla tato snaha oficiálně zavržena v roce 1967, přesto se někdy v praxi nadále objevovala), ačkoliv toto přeučování nebývalo zcela úspěšné a působilo neúměrné riziko psychických traumat. Ve vyspělé společnosti jsou leváci naprosto akceptováni a mnohé nástroje a jiné předměty jsou vyráběny i ve verzi pro leváky, případně ve verzi obojetné.

## Související termíny
Opakem leváka je pravák, opakem leváctví je praváctví (dextralita, pravorukost).
Lateralita (tedy dominance nebo preference jedné strany) souvisí s rozdílností funkce pravé a levé mozkové hemisféry.
Zkřížená nebo křížová lateralita se nazývá, pokud se neshoduje lateralita různých typů funkcí či orgánů.
Ambidextrie, ambilateralita je vlastnost lidí, kteří mají obě ruce srovnatelně šikovné. Protože tyto schopnosti jsou v populaci rozloženy kontinuálně, nelze tuto skupinu přesně vymezit. Odhady výskytu činí 3–5 %, zdroj údaje je neznámý.
V novější době se rozlišuje geneticky přirozený levák (leváctví je vrozenou vlastností zdravého člověka) a patologický levák (příčinou obrácené laterality je dysfunkce části mozku).
Dominance nohy má velký význam při pohybových sportech, leváctví může být výhodou například v baseballu, opačná dominance oka naopak může být problémem například při střelbě a lukostřelbě, kde záleží i na souladu oční dominance s dominancí rukou. Příliš silná dominance jednoho oka je vadou, která může způsobovat šilhavost či tupozrakost a měla by být korigována.
Některé zdroje uvádí, že existují pouze praváci a leváci a zkřížená lateralita ani ambidextrie neexistují a jsou to vědecké omyly. 

## Výskyt u lidí a zvířat

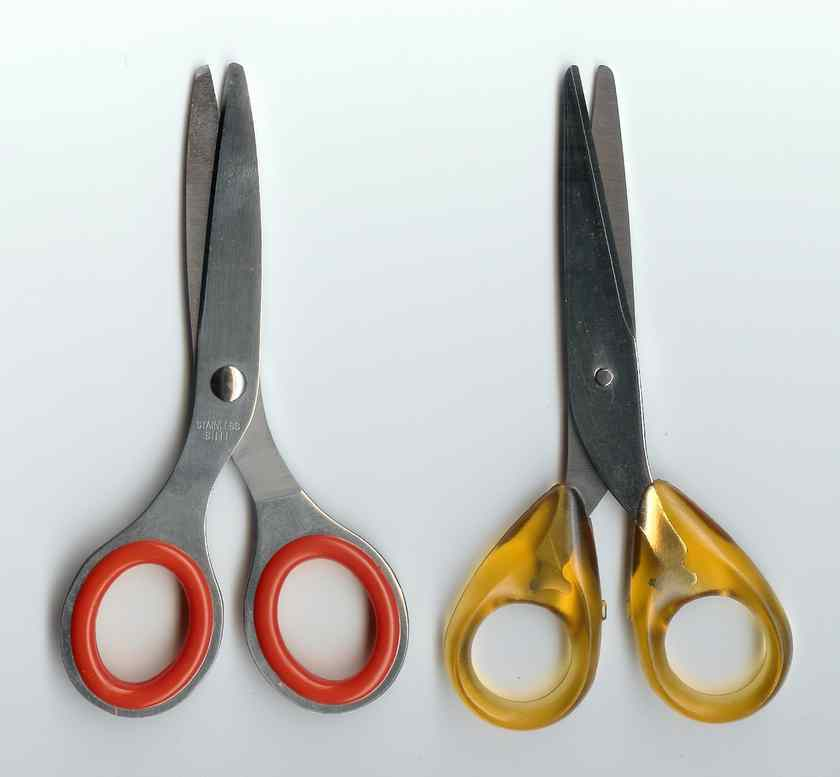
Vlevo levácké, vpravo pravácké nůžky

Uvádí se, že leváků je v lidské populaci přibližně 10 %. Mezi muži je větší podíl leváků než mezi ženami.
Některé vědecké studie a zdroje se v poslední době kloní k názoru, že praváků a leváku u lidí i zvířat je stejně tedy 50 % praváků a 50 % leváků. 
Podle webu českého Státního zdravotního ústavu má 7 % dospělé populace funkční převahu levé ruky, 30 % dospělé populace funkční převahu levého oka.
V Británii je leváky kolem 13 % mužů a 11 % žen. Mezi lidmi narozenými před rokem 1910 jsou leváků pouhá 3 %.[zdroj?] V USA kolem roku 1990 byl mezi dvacetiletými zjištěno 12 % leváků, mezi padesátiletými 5 % a mezi osmdesátiletými lidmi 1 % leváků.[zdroj?]
Studie z roku 1993 tento rozdíl vysvětlovala tím, že leváci mají o 9 let kratší střední dobu života, protože jsou silně znevýhodněni v pravorukém světě a častěji se jim stávají různé nehody. Tato teorie byla zavržena, nyní odborníci podobné rozdíly vysvětlují spíše tím, že v dřívějších dobách byli lidé pod velmi silným tlakem nuceni přeučovat se na praváky, zatímco nejmladší generace není takto ovlivňována. Dalším důvodem je, že mezi ženami je méně leváků a ženy se dožívají vyššího věku. Jiným vysvětlením je, že určitý podíl leváků se během života spontánně mění na ambilaterální nebo praváky. Žádné z těchto vysvětlení však není nesporné a vyčerpávající. Podobná vysvětlení jsou neúplná a spekulativní. Nelze vyloučit ani možnost, že podíl leváků mezi narozenými dětmi bude dále stoupat.
Také Chris McManus z University College London ve své knize Pravá ruka, levá ruka dokazuje, že podíl leváků roste. McManus uvádí tyto faktory, které by mohly způsobovat růst podílu leváků:
- Leváci byli v 18. a 19. století těžce diskriminováni a často v nějaké míře vyloučeni ze společnosti
- Kvůli vyloučení ze společnosti vytvořili leváci méně často svazek a zplodili děti.
- Když byla ve 20. století diskriminace omezována, větší podíl rozených leváků zůstal leváky.
- Vzrostl průměrný věk matek při porodu, přičemž věk matky koreluje s pravděpodobností narození leváka.

Přibližně jedna třetina identických dvojčat jsou leváci. Je-li jedno z dvojčat levák, s pravděpodobností 76 % je levákem i druhé dvojče.[zdroj?]

### Lateralita dalších funkcí
Přibližně 80 % lidí má více či méně dominantní pravé oko, ostatní lidé buď nemají dominantní žádné oko, nebo levé. Dominance může být slabá nebo silná. Příliš silná dominance jednoho oka je považována za poruchu, amblyopia (diagnostický kód H53.0 dle ICD-10, 368.0 dle ICD-9) postihuje přibližně 2–5 % populace.
Z výzkumů[zdroj?] vyplývá, že dominance levé ruky (leváctví) nekoreluje úplně stoprocentně s dominancí levé nohy nebo levého oka, ačkoliv spolu velmi silně souvisí. Tato korelace je kolem 60%. 

### Výskyt u zvířat
Někteří jedinci primátů také dávají přednost jedné ruce před druhou, ale celkově v populaci primátů nebyla nikdy převaha praváctví zjištěna.[zdroj?]

## Biologie laterality
Mnoho teorií se pokoušelo vysvětlit, proč v lidstvu převážila pravostranná lateralita některých funkcí, ale k žádným obecně uznávaným závěrům nedošly.

### Evoluční teorie

#### Bojovník se štítem

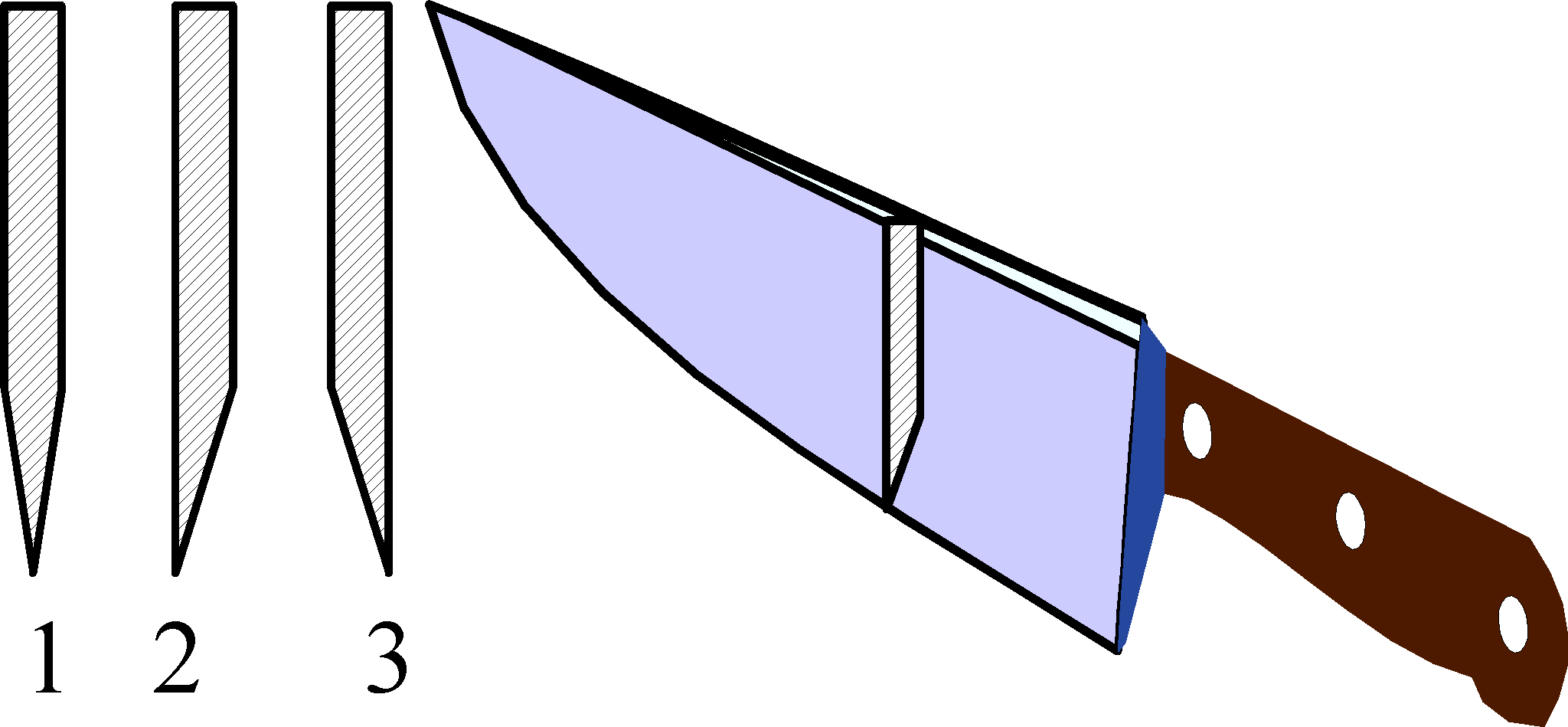
Ostří nože:
1 – symetrické
2 – pravácké
3 – levácké

Teorie se pokouší vysvětlit převahu praváctví tím, že praváci drží ochranný štít v levé ruce, aby mohli pravou rukou bojovat, a protože srdce je na levé straně, jsou tak v boji lépe chráněni než leváci.
Námitky vůči teorii:
1. Srdce není příliš daleko od středu těla. Selektivní tlak, jaký může způsobit tento rozdíl, je zanedbatelný.
2. Od doby bronzové nežilo tolik generací, aby za tu dobu mohla vzniknout tak výrazná diferenciace.
3. Analýzy dávných jeskynních maleb ukazují, že v lidstvu převažovali praváci již dávno před dobou bronzovou.
4. Zastánci teorie předpokládali, že mezi muži je více praváků než mezi ženami. Výzkumy zjistily opačný výsledek[zdroj?].

#### Převaha v pěstním souboji
Varianta obdobná výše uvedené teorii vychází z toho, že menšinoví leváci měli výhodu v souboji beze zbraní díky momentu překvapení, podobně jako je tomu ve sportovním boxu.
Charlotte Fauriet a Michel Raymond z Univerzity v Montpellieru II ve Francii v roce 2004 publikovali ve sborníku Královské společnosti studii o výzkumu, při němž zkoumali devět primitivních společností na pěti oddělených světadílech nebo ostrovech. V každé populaci zjišťovali podíl leváků a sledovali také počty vražd s domněnkou, že ve společnosti s vyšším podílem vražd bude také více leváků. Čím více násilí, tím více by leváci měli mít šanci použít nečekaný levý úder a mít v boji navrch.
Výsledky výzkumu poskytly silnou podporu hypotéze, že přinejmenším v primitivních společnostech s vyšším výskytem násilí měli leváci výhodu.

#### Dělba činností mezi mozkovými hemisférami
Tato teorie je nejvíce přijímaným vysvětlením leváctví. Předpokládá, že když řeč a ruční práce vyžadovaly lepší výkon mozkové činnosti, soustředění jedné činnosti do jedné hemisféry bylo účinnější než rozdělení činnosti do dvou hemisfér. Když se levá strana mozku specializovala na řeč, pravorukost převládla. To by předpokládalo, že leváci mají obrácené i umístění center pro motorické činnosti. Primáti nemají vyvinutou mluvenou řeč podobnou lidské, a proto by se u nich neměla vyskytovat preference pravé ruky, což odpovídá zjištěním.
Námitky vůči teorii:
1. Teorie nevysvětluje, proč právě levá strana mozku by měla vždy řídit řeč. Proč to není u 50 % populace levá strana a u 50 % pravá?
2. Ačkoliv 95 % praváků skutečně používá levou hemisféru pro řeč, leváci jsou variabilnější. Někteří používají pro lingvistické úlohy pravou hemisféru, někteří levou a někteří obě. Teorie může dobře vysvětlit některá leváctví, ale má příliš mnoho mezer, než aby mohla vysvětlit každé leváctví.

Některé studie se zaměřily na zkoumání základních rozdílů mezi mozky leváků a praváků. Typický mozek praváka je vysoce specializovaný, taková specializace se méně často vyskytuje u leváků. Leváci se rychleji než praváci rehabilitují po mozkové mrtvici.

#### Genetická podmíněnost leváctví
Jsou-li oba rodiče leváci, s pravděpodobností 26 % je levákem také jejich dítě. Nejde tedy o jednoduchou dědičnost. Web Státního zdravotnického ústavu v Praze uvádí, že pokud je leváctví součástí rodinné anamnézy (tedy zjevně dědičné), zpravidla s ním bývá spojeno méně problémů a poruch, než jde-li o leváctví v rodině ojedinělé. Skotský rod Kerrů budoval na svých hradech levotočivá schodiště, aby levácký šermíř mohl lépe bránit. Studie z roku 1993 již nenalezla statisticky významně vyšší podíl leváků mezi lidmi se jmény Carr nebo Kerr. Mnozí členové britské královské rodiny jsou leváci. Obvykle se to vysvětluje dědičností.
Za argument pro vrozenost (případě i dědičnost) leváctví se považují zejména neúspěšné pokusy o přeučování, které často mají za následek neurotické a podobné poruchy. Dle aktuálních výzkumů Britských vědců z Oxfordského střediska pro výzkum lidské genetiky je za levorukost odpovědný gen LRRTM1. Nalezená genetická informace se nadále zkoumá. Pokud je ale levorukost dědičná, mechanismus bude složitější.
Některé zdroje uvádí, že dědičnost leváctví a praváctví po rodičích má stejnou pravděpodobnost jako například pohlaví dítěte. Může se narodit jak pravák tak levák bez ohledu na rodiče. 

### Environmentální teorie (vliv prostředí)

#### Hormonální teorie
Jedna z teorií tvrdí, že vyšší hladina testosteronu v době utváření mozku v prenatálním vývoji souvisí s vyšším výskytem leváctví (Geschwind a Galaburda, 1987).

#### Porodní stres

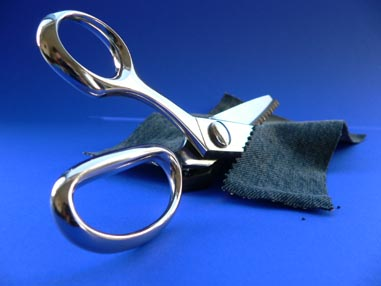
Levácké nůžky

Teorie předpokládá, že příčinou levorukosti je poškození mozku při porodu. Některé statistiky nasvědčovaly této teorii. Mezi leváky a lidmi s nevyhraněnou lateralitou je větší podíl lidí, kteří měli těžký a stresující porod. Podobně bývají porodním stresem vysvětlovány i další problémy, například mozková obrna nebo autismus.
Námitky vůči teorii:
1. Během historie se úroveň medicíny a technologií porodní asistence výrazně změnila. Navzdory tomu podíl leváků v populaci se nemění.
2. Teorie nevysvětluje, proč lidé jsou standardně praváci a proč jen porodní stres z nich může udělat leváky. K vysvětlení by bylo třeba kombinace s některou jinou uvedenou teorií.

#### Ultrazvuk
V roce 1993 publikovali Salvesem a kol. studie tvrdící, že mezi chlapci, jejichž matky podstoupily v těhotenství ultrazvukové vyšetření, je vyšší podíl leváků. Pod vedením Salvesena byly dále sledovány matky podstoupivší ultrazvukové vyšetření a v roce 1999 publikovali výsledky pozorování na mnohem větší skupině sledovaných dětí. Tvrzení o vlivu ultrazvuku na levorukost se nepotvrdilo.

### Korelace leváctví s jinými vlastnostmi

#### Leváctví a duševní schopnosti
Navzdory tvrdému potlačování leváctví bylo mnoho slavných lidí leváky. Vyskytují se i domněnky, že leváctví v nějaké míře koreluje s genialitou, inteligencí, tvořivostí, s uměleckými schopnostmi a s vizuálním myšlením. Tyto domněnky nebyly přesvědčivě prokázány.
Chris McManus z University College London ve své knize Pravá ruka, levá ruka dokazuje, že leváků je mezi velmi úspěšnými lidmi větší podíl než v celé populaci. Píše, že mozek leváků je strukturován odlišným způsobem, který umožňuje rozšíření jeho schopností, a že geny, které určují levorukost, také ovládají vývoj jazykových center v mozku. Růst podílu leváků v populaci podle McManuse je příčinou odpovídajícího pokroku například v matematice, sportu a umění.
Není vyloučeno, že leváci mají významně nadprůměrné zastoupení i na opačném konci intelektuální škály. Jsou náznaky poznatků o možné korelaci s mentálními retardacemi a některými poruchami učení.

#### Leváctví a poruchy
Mnoho leváků je mezi lidmi s poruchami učení a podobnými poruchami (lehká mozková dysfunkce, dyslexie, koktavost, autismus, mentální retardace apod.). Možné souvislosti jsou předmětem výzkumů.
Lidé, kteří nežijí svoje leváctví a jsou takzvaně "přeučení leváci" nebo "skrytí leváci" mohou mít velkou škálu různých následků na psychické, emoční a fyzické úrovni. Pokud se vrátí ke své přirozené lateralitě, většina těchto příznaků postupně vymizí.
Web Státního zdravotnického ústavu v Praze uvádí, že pokud je leváctví součástí rodinné anamnézy (tedy zjevně dědičné), zpravidla s ním bývá spojeno méně problémů a poruch, než jde-li o leváctví v rodině ojedinělé.
Nizozemští vědci z Utrechtské univerzity zkoumali 12 000 žen narozených v letech 1932–1941 a u levaček zjistili až dvojnásobné riziko rakoviny prsu než u pravaček. Poznatek si vysvětlili tím, že na tyto ženy v jejich prenatálním vývoji silněji působily estrogeny z matčina těla.

#### Leváctví a erotická reaktivita

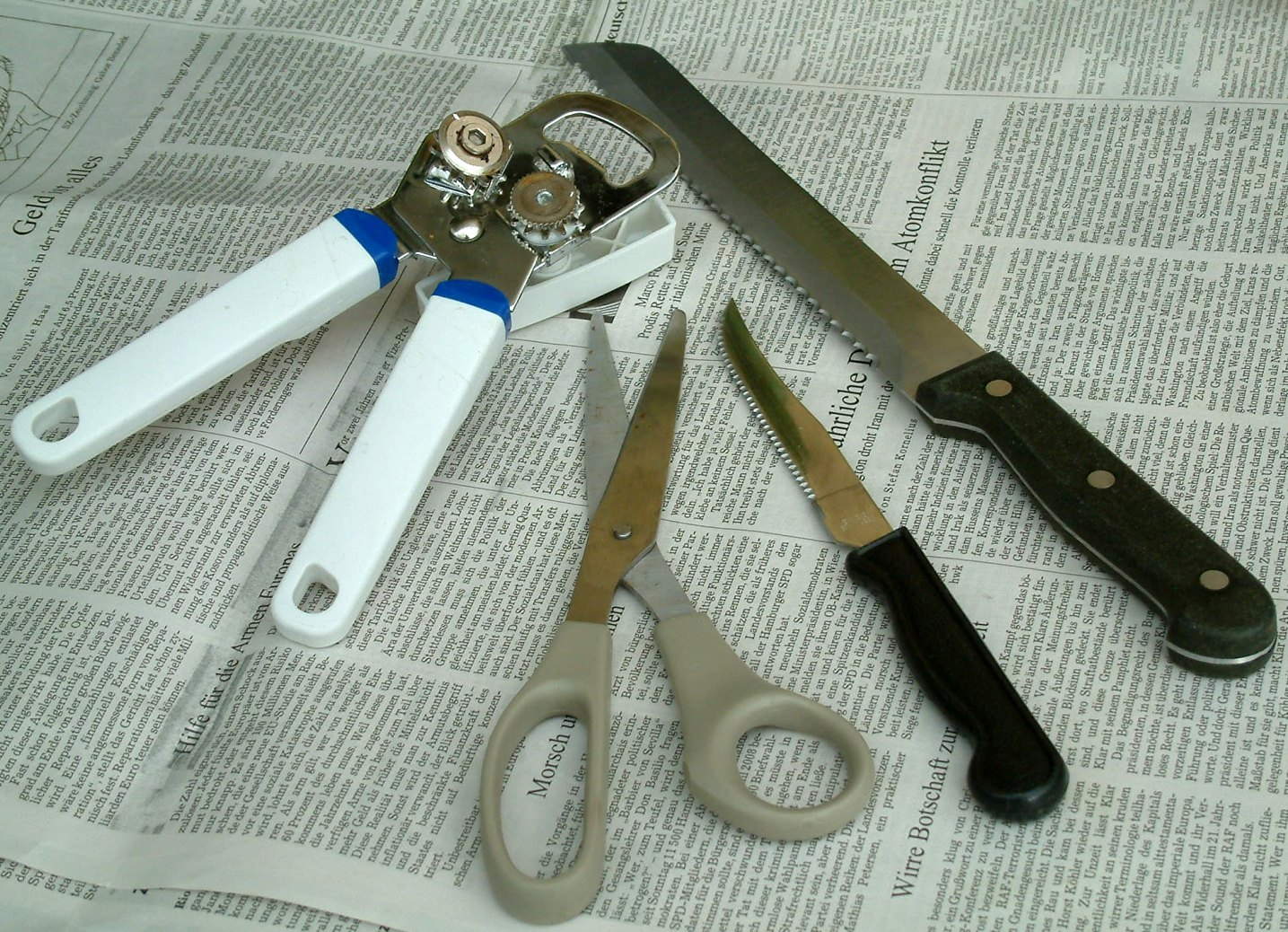
Levácké nástroje

Některé studie naznačují možnou korelaci leváctví s efebofilií a pedofilií. Jiné výzkumy naznačují možnou souvislost s homosexualitou.
Cantor a kol. uvedl ve svém článku Handedness in pedophilia and hebephilia, že při výzkumu 404 dospělých mužů trestaných za sexuální kontakt s dětmi nebo mladistvými zjistil:
- Mezi těmi, kdo při falometrickém měření více reagovali na zobrazení předpubertálních dětí, byl nadprůměrný podíl leváků, mezi těmi, kdo více reagovali na podněty s dospělými osobami, byl větší podíl praváků.
- Při této studii nebyla zjišťována souvislost mezi leváctvím a počtem „obětí“. (Předchozí studie týchž autorů uváděla, že leváci v podobném vzorku mají větší počet dětských „obětí“ než praváci.)
- Mezi muži, kteří měli přečin vůči předpubertálním dětem, byl dvakrát větší podíl leváků než mezi těmi, kteří se předtím dopustili přečinu vůči dospělé osobě. Pokud byly ze souboru vyloučeny osoby trestané za incest, byl tento podíl dokonce třikrát vyšší.

Není jasné, proč tomu tak je. Jednou možností je, že pedofilie a sexuální přečiny jsou způsobeny neurologickými příčinami v mozku, které vedou také k leváctví. K tomuto vysvětlení se přiklánějí autoři. Otázkou je, zda by podobné zákonitosti platily i u nekriminálních pedofilů. Je možné, že neochota respektovat některé společenské normy může korelovat s neochotou nechat se přeučit na praváka.

## Lateralita a společnost

### Lingvistické souvislosti
Nápadně asymetrické rozložení lidské laterality je klíčové pro označování, resp. rozlišování levé a pravé strany, které jsou jinak v zásadě rovnocenné (na rozdíl např. od dichotomie horní X dolní). Jelikož naprosto (tedy normativně) převažoval stav, kdy pravá ruka byla šikovnější, „lepší“, ve většině jazyků se pro pravou stranu vyvinula slova s pozitivním základem a vyzněním, zatímco pro levou stranu naopak.
V mnoha jazycích je slovo „pravý“ etymologicky svázané s pojmy správnosti nebo práva. Například anglické „right“, německé a nizozemské „recht“, španělské "derecho", francouzské „droit“, české „právo“, „pravda“, „spravedlnost“, „pravý“ ve smyslu správný, skutečný, opak falešného. Anglické „dexterity“ (z lat. dexter „pravý“) znamená „šikovnost“.
Slovo sinister, původně v latině znamenající „levý“, bylo přejato do angličtiny ve významu „nečestný, nešťastný, pochmurný, zlý“. Slovo pochází z latinského slova sinus označujícího kapsu – tradiční římská tóga měla jen jednu kapsu, a to na levé straně. Dnešní italské slovo „sinistra“ má oba významy. Španělské slovo „siniestra“ má sice také oba významy, častěji se však užívá v přeneseném významu, protože v lokalizačním významu bývá většinou nahrazeno baskickým slovem „izquierda“. Také francouzské „gauche“ a německé „links“ a „linkisch“ spojuje oba významy. V češtině se slova „levota“ nebo „levárna“ používají ve slangu pro podvod nebo podraz.
Také ve staré Číně byla levá strana „špatná“. Přídavné jméno levý (左 mandarinsky: zuo) znamenalo nepřístojný, nepatřičný. Levá cesta (左道 mandarinsky: zuodao) znamenalo nezákonné nebo nemorální prostředky. V některých částech Číny starší lidé ještě pamatují trápení a tresty za „zločin“, že se jim nedařilo být praváky, zvláště pokud byli z „lepších rodin“.
V maďarštině je přímo ztotožněn význam „levý“ a „špatný“ (bal), zatímco „pravý“ (jobb) znamená primárně „lepší“ (vlastně se jedná o komparativ od jó = „dobrý“).
V mnoha jazycích označení leváka navozuje konotaci, že je nešťastný, nešikovný, hloupý, nebezpečný, zlý nebo trapný. Z toho, že se tato spojitost vyskytuje i u velmi starých slov, lze vyvozovat, že převaha dominance pravé ruky je velmi starým jevem a že leváctví bývalo vážným společenským stigmatem. Příznačná jsou i běžně se vyskytující rčení typu „mít obě ruce levé“ (= být nešikovný), být „na levačku“ (= nepovedený, špatný) apod.
Anglické slovo „ambidexterity“, označující lidi schopné užívat obě ruce stejně, znamená též obojakého, licoměrného člověka, schopného brát úplatky ze dvou stran.

### Leváci a sport

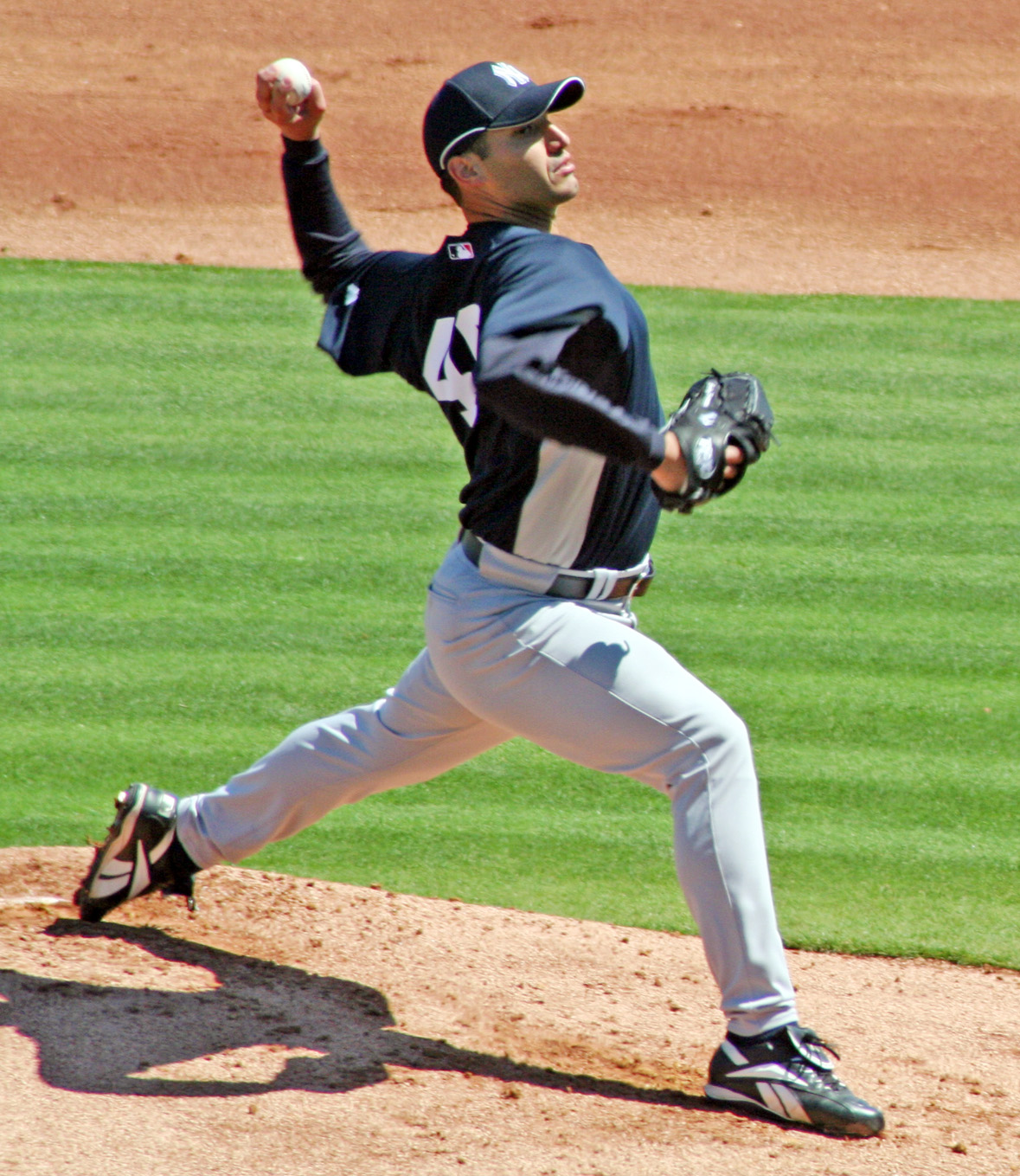
Levácký nadhazovač v baseballu

Ve sportu se v angličtině pro leváky ujalo označení „south-paw“, které tuto historickou zátěž nenese. Označení pochází z baseballu. Baseballová hřiště jsou často postavena tak, že pálkař stojí čelem k východu, aby mu odpoledne a večer nesvítilo slunce do očí. To znamená, že levácký nadhazovač hází z jižní strany. Tímto způsobem se proslavil Finley Peter Dunne. Oxfordský slovník angličtiny uvádí jiný význam sousloví „south paw“, puncování levou rukou, doložený z roku 1848. Přibližně v těch letech se baseball stával organizovaným sportem. V boxu se slovy „southpaw“ označuje boxer-levák. Tentýž název se užívá i pro postoj, kdy má boxer pravou nohu předsunutou před levou.
Hra v opačné orientaci je pro soupeře nezvyklá, někdy nečekaná, a může tak leváky zvýhodňovat – kromě zmíněného boxu a nadhazování při baseballu patří mezi takové sporty např. šerm, judo nebo hokej. Naopak nevýhodou může být směr běhu na atletickém oválu a především rychlobruslení, kdy je levák nucen silněji se odrážet svou slabší pravou nohou.

### Společenský tlak a napravování leváků
Leváctví je vážné stigma v arabských kulturách. V době, kdy papír byl vzácný a v pouštních oblastech nebyl přebytek vody, bylo nutno utírat se po vykonání velké potřeby rukou a tu nebylo možné bezprostředně důkladně umýt. Ruka, kterou se tato činnost prováděla, byla tradičně považována za nevhodnou pro jakékoliv jiné činnosti, zejména k jedení, protože v té době se nepoužívaly příbory. Levá ruka musela být po celou dobu jídla ukryta. Ukázání levé ruky při jídle je dodnes v mnoha arabských kulturách, zejména pouštních, považováno za těžkou nepřístojnost.
V mnoha částech světa (Indie, Indonésie) je neslušné jíst levou rukou, v Indonésii je neslušné přijmout levou rukou dar.
V evropských a amerických školách mnohde ještě v polovině 20. století byly děti trestány za to, když se pokusily použít ve škole levou ruku. V církevním prostředí v minulosti bylo někdy leváctví považováno za znamení ďábelského vlivu. Eskymáci (Inuité) věřili, že každý levák je čaroděj.
Také staří Římané leváctví neakceptovali. Pokud se chlapec při výcviku do římské legie projevoval jako levák, byla mu levá ruka přivazována k tělu, aby byl donucen naučit se používat pravou ruku. Jako levák by narušoval soudržnost legie.
Japonský muž mohl propustit svou ženu, když zjistil, že je levačka.
V Číně ještě ve velmi nedávné době byli leváci důrazně nabádáni, aby se přeučili na praváky. Tvary čínského písma jsou navrženy pro praváky a levou rukou je lze psát obtížně.
V některých afrických zemích bývalo zvykem, že dítěti-levákovi polili levou ruku vařící vodou a ponořili do bahna, dokud nervy v ruce neodumřely. Tak donutili dítě používat pravou ruku.
Anglický král Jiří VI. (který byl mladším bratrem Edvarda VIII., a proto nepředpokládal, že zdědí trůn), byl levák. V dětství a dospívání po něm jeho otec Jiří V. vyžadoval, aby nosil na zápěstí dlouhý řetěz. Když syn použil levou ruku, otec zatáhl za řetěz v naději, že tím syna přeučí na praváka. Výsledkem této „léčby“ byla synova těžká koktavost. Nelson Rockefeller byl také levák, jeho otec použil stejnou řetězovou techniku, rovněž bez úspěchu.

### Emancipace a akceptace
Již ve dvacátých letech 20. století bylo zřejmé, že nešetrné napravování leváků způsobuje závažné problémy. Ve druhé polovině dvacátého století došlo postupně zejména v západních zemích k akceptaci leváků a bylo upuštěno od jejich napravování. Zřejmě na tom mají rozhodující podíl poznatky moderní psychologie, neurologie a pedagogiky.
Československé školské předpisy od roku 1967 označovaly přecvičování za nepřípustné, přeučování leváků ve školách bylo oficiálně zrušeno výnosem Ministerstva školství z 10. února 1967.
Vyrábějí se i hudební, sportovní nebo pracovní nástroje (psací náčiní, nůžky atd.) pro leváky, v některých zemích jsou i specializované obchody a zásilkové služby se zbožím pro leváky.
13. srpen je od roku 1976 (pátek třináctého) mezinárodním dnem leváků. V posledních letech bývá zvykem v tento den v médiích rozšiřovat informace o levácích. Dean R. Campbell, který v roce 1975 založil organizaci Lefthanders international, vyhlásil tento den, protože kvůli anomálii gregoriánského kalendáře častěji připadá na pátek.

### Rozpoznání laterality
Nejpozději před zahájením školní docházky je potřebné rozpoznat lateralitu dítěte, protože s psaním mívají leváci největší problémy. U vyhraněnějších dětí se zpravidla pozná podle toho, jakou rukou berou do ruky hračky, příbory, jakou rukou lépe a častěji kreslí. Lépe se lateralita rozezná u činností, u kterých dítě není vázáno společenskou konvencí. Dominantní nohou se dítě bude odrážet na koloběžce nebo švihem nasedat na jízdní kolo (proto se také venkov více bránil zavedení jízdy vpravo, protože ji považoval za nepřirozenou – na koně se nasedalo z jeho levé strany). Dominantní nohou leze člověk dříve do kalhot. Dominantní rukou se častěji češe nebo si čistí zuby, stříhá nůžkami, navléká nit na jehlu. K dominantnímu oku přiloží spontánně papírovou trubičkou použitou jako „dalekohled“. K dominantnímu uchu přiloží sluchátko nebo mobilní telefon. Někdy však může jít o náhodu nebo napodobování.
Speciální pedagogové vyvinuli mnoho testů k zjišťování laterality. Není-li lateralita zcela jednoznačná (například dítě pro některé činnosti preferuje jednu ruku, pro jiné činnosti druhou), může být s rozhodováním problém.
Ve studiích bylo prokázáno, že stávající testy laterality nejsou věrohodné a spíše zjišťují, jak člověk své tělo používá, než to, která jeho strana těla je dominantní. To vede následně k mylným diagnózám zkřížené laterality nebo ambidextrie.

### Levák a prvopočáteční psaní
Se zavedením povinné školní docházky a zaváděním plošné gramotnosti v 19. století bylo už mezi světovými válkami některými pedagogy popsáno, že nácvik prvopočátečního psaní a čtení v rámci povinného přiučování leváků na ruku pravou přináší některým levákům značné obtíže, které se u nich mohou projevovat po celý následující život.
Dostatečně věrohodně jsou popsány obtíže školáků se zadrháváním v řeči až koktání, rozbourání pravolevé orientace v prostoru a ve vykonávaných činnostech, mohou se projevovat jako špatná koordinace pohybů, školní stres a nechutenství, poruchami spánku a nočním pomočováním, agresivitou a dalšími negativními projevy. Základ těmto obtížím je položen v době, kdy se dítě musí vyrovnávat s mnoha novými a náročnými činnostmi v prvopočátečním období školní docházky, jakými jsou souběžně prováděné jemné grafomotorické pohyby při psaní propojené se čtením, stranovou a prostorovou orientací, kdy u leváků nejsou v souladu jejich přirozené pohyby rukou a očí vzhledem k obvyklému směru psaní a čtení, v kombinaci s vytvářením pojmů a prací s nimi a dalšími pro dítě náročnými činnostmi, které musí nejen při nácviku psaní zvládat najednou.
Proto je období před vstupem do školní docházky a zejména období prvního a druhého ročníku nejnáročnějším a také nejkritičtějším obdobím levákova vývoje. Z tohoto důvodu je možné pozdržet u laterálně nevyhraněných dětí jejich nástup do školní docházky. U dětí laterálně vyhraněných, jako jsou tzv. dědiční leváci a děti se silným sklonem k leváctví, je nutno respektovat a preferovat jejich leváctví a také zvolit správné metody práce s levákem, především při nácviku psaní levou rukou.

## Slavní leváci

### Věda
Isaac Newton, I. P. Pavlov, Friedrich Nietzsche, Albert Schweitzer, Marie Curie, Niels Bohr, Stephen Hawking, Nikola Tesla,

### Umění

#### Klasická hudba
Wolfgang Amadeus Mozart, Johann Sebastian Bach, Carl Philipp Emanuel Bach, Ludwig van Beethoven, Sergej Prokofjev, Sergej Rachmaninov, Maurice Ravel, Robert Schumann, Niccolò Paganini, Benjamin Britten, Pablo Casals, Enrico Caruso, Giuseppe Verdi

#### Moderní (populární) hudba
Chester Bennington, Sir Paul McCartney, Sir Ringo Starr, Janick Gers, Jimi Hendrix, Tony Iommi, Phil Collins, Seal, Annie Lennox, David Bowie, Bob Geldof, George Michael, Céline Dion, Noel Gallagher, Michael Stipe, 50 Cent, Pink, Ricky Martin, Eminem, Iggy Pop, Natalie Imbruglia, Josef Vojtek, Maggie Milhouse, Ashley Tisdale, Tiziano Ferro, Lady Gaga, Niall Horan, Kurt Cobain, Robert Kodym, David Weingärtner, Călin Panfili

#### Herectví
Woody Allen, Fred Astaire, Drew Barrymoreová, Kim Basinger, Jim Carrey, Jeremy Renner, Robert De Niro, David Duchovny, Peter Fonda, Morgan Freeman, Greta Garbo, Whoopi Goldbergová, Goldie Hawnová, Charlie Chaplin, Scarlett Johanssonová, Angelina Jolie, Nicole Kidmanová, Lisa Kudrow, Steve McQueen, Demi Moore, Marcel Marceau, Peter O'Toole, Sarah Jessica Parker, River Phoenix, Robert Redford, Keanu Reeves, Julia Roberts, Mickey Rourke, Bud Spencer, Ben Stiller, Tom Stoppard, Peter Ustinov, Mark Wahlberg, Bruce Willis, Zachary Quinto, Josh Holloway, Christine Lakin, Patrick Duffy, Brandon Call, Julianne Moore, Gottfried Vollmer, Jean-Hughes Anglade, Ian Somerhalder, Don S. Davis, James Cameron, Martin Freeman, Tom Cruise
Z českých herců např. Vladimír Menšík, Vladimír Ráž, Jiřina Bohdalová, Jiřina Jirásková, Jiří Krampol, Marta Vančurová, Tatiana Vilhelmová, Stella Zázvorková, Lenka Vlasáková, Jan Cina a další

#### Výtvarné umění
Leonardo da Vinci, Pablo Picasso, Michelangelo Buonarroti, Albrecht Dürer, Henri de Toulouse-Lautrec, Paul Klee, Peter Paul Rubens, Raffael Santi, Josef Lada, Alfons Mucha, Jiří Trnka, Jacques-Louis David, Matt Groening, Vincent van Gogh, Jiří Meitner

### Politika
Benjamin Franklin, Horatio Nelson, Ludvík XVI., Simón Bolívar, královna Viktorie, Jiří II., Jiří IV., Jiří VI., Mahátma Gándhí, královna Matka, Princ William, Karel III., princ Vilém-Alexandr, Fidel Castro, Bertie Ahern, Benjamin Netanjahu, Colin Powell, Thomas Jefferson, Harry S. Truman, George Bush, Bill Clinton, Usáma bin Ládin, Gerhard Schröder, Herbert Hoover, Hugo Chávez, Pol Pot, Barack Obama, David Cameron, Tomio Okamura, Tomáš Vandas, Robert Pelikán

### Průmysl a obchod
Bill Gates, Henry Ford

### Sport

#### Motorismus
Fernando Alonso (narodil se jako levák, ve škole byl přeučován a v dospělosti používá obě ruce), Valentino Rossi, Ayrton Senna

#### Tenis
Martina Navrátilová, Petr Korda, Rod Laver, John McEnroe, Monika Selešová, Goran Ivanišević, Lucie Šafářová, Iveta Melzerová (Benešová), Petra Kvitová, Dwight F. Davis (zakladatel Davisova poháru)

#### Basketbal
Petra Cyroňová, Zuzana Žirková, Céline Dumerc, Katie Douglas, Petra Kulichová, Alana Beard

#### Kopaná
Petr Čech, Diego Maradona, Pelé, Marco van Basten, Ruud Gullit, Michel Platini, Romario, Hugo Sánchez, Lionel Messi, Ryan Giggs

#### Ostatní sporty
Garri Kasparov, Troy Bayliss, Tomáš Kraus, Šárka Pančochová, Anna Sloan, Kelly Wood (sportovec)

### Fiktivní postavy
Kreslené postavičky Bart Simpson, Ned Flanders, pan Burns, Vočko, Marge Simpsonová a Levák Bob
Filmové postavy Rocky Balboa, Billy Kid
Další významní čeští leváci
Jakub Kvášovský (televizní soutěž Na Lovu), Jiří Martínek (televizní soutěž Na Lovu)